# Arruela Belleville

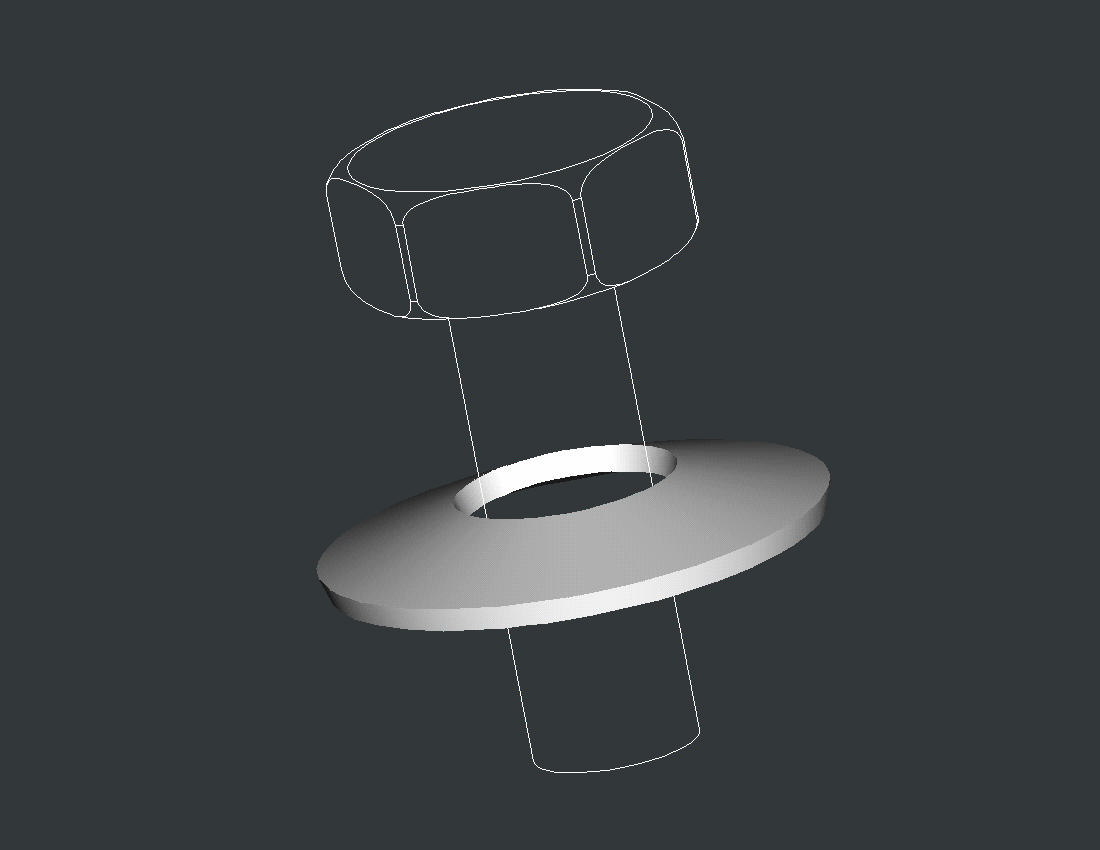
Esquema de uma anilha de Bellevile

As arruelas (português brasileiro) ou anilhas (português europeu) ou molas Belleville, foram patenteadas na França por J. F. Belleville em 1867, são arruelas de disco cônico que possuem uma relação não-linear entre força e deflexão que as torna muito úteis em algumas aplicações. Estes elementos mecânicos são extremamente compactos e capazes de resistir a grandes esforços de compressão, com deflexões bastante limitadas.
Estas molas são utilizadas quando cargas altas ocorrem junto a pequenas deflexões e se requerem pequenos espaços, como no caso de pinos de matrizes de conformação, mecanismos de ricocheteamento de armas de fogo, etc. Na condição de constante de mola zero (força constante), são utilizadas para carregar embraiagem e vedadores, os quais necessitam de carga uniforme em um intervalo de pequenas deflexões.
1. ↑  «Arruelas Belleville – Molas Prato». Mollificio ISB. Consultado em 20 de abril de 2025